# 巴格達省
巴格達省（阿拉伯语：‎，阿拉米语：ܗܘܦܪܟܝܐ ܕܒܓܕܐܕ）是伊拉克面積最小但人口最多的省（面積734平方公里，2003年估計人口6,400,400，2011年估計人口7,055,200），包含了首都巴格達和周邊地區，當中有馬赫穆迪亞和臭名昭著的阿布·格萊布。巴格达地区在2003年美军占领伊拉克之前，有大量信仰基督教的亚述人（其中以信奉东方礼天主教的居多）居住，但近几年来巴格达的多座著名教堂屡次遭到破坏以及其他原因使亚述人纷纷选择离开巴格达地区，迁往伊拉克北部或邻国甚至西方国家。